# Zakon o naslijeđu
Zakon o naslijeđu (engleski: Act of Settlement) je akt engleskog parlamenta iz 1701. godine, kojim se riješilo naslijeđe engleskog i irskog prijestolja u korist protestantskog izbornika Hannovera Đure, praunuka Jakova I. Zakonom o naslijeđu odlučeno je da samo protestant može biti kralj Engleske.
Englesko prijestolje je nakon Slavne revolucije iz 1688. preuzeo nizozemski namjesnik Vilim Oranski. Međutim, nakon smrti njegove supruge Marije, Vilim je postao udovac bez potomstva. Zbog toga je Marijina sestra Ana postala njegovom nasljednicom te dolazi na prijestolje nakon Vilimove smrti, no i ona je, i prije nego što je došla na prijestolje, ostala bez potomstva. Tako je u Engleskoj došlo do dinastičke krize. Engleska se našla između dva izbora: ili izabrati kralja katolika iz dinastije Stuart ili protestantsku lozu koja je po ženskoj liniji potjecala od Jakova I., odnosno njegove kćeri Elizabete kojoj je na čelu bio Đuro, izbornik Hannovera. Engleski je parlament svojom odlukom pokazao da pri nasljeđivanju krune srodstvo ne igra bitnu ulogu jer je umjesto kraljičinog polubrata izabrao praunuka davno umrloga kralja. Bilo je bitno ideološko-političko gledište, odnosno volja da se prihvati postojeći ustavni poredak. Tu odluku Engleski je parlament potvrdio u aktu zvanom Zakon o naslijeđu 1701. Taj akt ima dijelom normativni, a dijelom upravni karakter jer sadrži određenost pojedinosti i imena. Zakon o naslijeđu je posve suprotan onovremenom načelu Božanskog prava naslijeđa koje u ostatku Europe dolazi do svoga vrhunca baš u to vrijeme. Izmjena svijesti političke klase u to vrijeme bila je velika, a primjer toga je da su torijevci, nekadašnje pristalice teorije o neopiranju kruni, preuzeli vodstvo pri donošenju Zakona o naslijeđu. Iz toga razloga torijevci su bili glavni oslonac vlasti sve do dolaska nove dinastije. Budući da je tada bila bitna borba protiv Francuske, kruna je, kao i u vrijeme Tudora, bitno počivala na parlamentu, te je između 1688. i 1714. parlament ojačao. Kruna je radije podmićivala parlament nego mu se opirala, te je i tako pokazivala gdje je vlast. Zakon o naslijeđu krune bila je potvrda uske veze između parlamenta i prava, odnosno između slobode i pravne države. Taj Zakon ne samo da je odredio da je kraljev akt izvršan samo onda kada je uz kraljev potpis stoji i potpis ministra (osoba koja može pravno odgovarati) nego i to da kruna suce, iako ih imenuje, ne može opozvati, oni su neopozivi dok se "dobro vladaju", a kako se suci vladaju odlučuje samo sud ili parlament kroz postupak impeachmenta.
Zakonom o naslijeđu Engleski parlament je napravio sljedeće odluke:
- Kraljevi Engleske moraju biti protestantske vjere.
- Kralj ne može napustiti Englesku bez odobrenja parlamenta.
- Samo parlament može objaviti rat zbog kraljevih privatnih posjeda (misli se na Kneževinu Hannover).
- Stranac ne može biti član kraljevog Tajnog savjeta (to je tijelo u 17. stoljeću imalo 50-60 članova; dio njega je vlada)
- Kralj ne može obustaviti postupak impeachmenta (smjene)
- Kraljev akt je izvršan samo ako se uz kraljev potpis nalazi i potpis člana Tajnog savjeta (ministra).
- Državni službenik ne može biti član donjeg doma (izmijenjeno 1706.; ako član Donjeg doma primi položaj ministra gubi mandat, a na raspisanim dopunskim izborima i on se može kandidirati, pa ako bude izabran može biti i ministar i član donjeg doma; ai je ostalo opće pravilo da članovi donjeg doma ne mogu biti državni službenici, osim ministri; pravilo reizbora posve je ukinuto 1926.)
- Suci su doživotno imenovani s obzirom na njihovo dobro vladanje, pa će i službu zadržati sve dok se dobro vladaju (stalnost sudskih zvanja).